# 莫斯科国立矿业大学
莫斯科国立矿业大学（俄语：Московский государственный горный университет，缩写），是苏联及俄罗斯曾经存在的一所矿业大学。1918年成立。2014年改组，并入国立研究型技术大学莫斯科国立钢铁合金学院矿业学院。

## 历史沿革
1918年9月4日，在下诺夫哥罗德理工学院采矿系的基础上正式成立莫斯科矿业学院。1929年12月，以斯大林命名。1930年，根据最高国民经济会议的命令，采矿系、石油系、地质勘探系等单独建院。1941年，学院的200余名师生志愿参加民兵，赴苏德战争前线战斗。1962年，改组为莫斯科无线电电子与采矿机电学院。1966年恢复旧名。1990年设立大学预科班。1993年6月，改组为莫斯科国立矿业大学。
2012年5月14日，根据俄罗斯教育和科学部的命令，该校成为国立研究型技术大学莫斯科国立钢铁合金学院的矿业学院。2014年3月，完成改组工作。

## 校名
| 时期           | 名称                                                                                         | 缩写 |
| -------------- | -------------------------------------------------------------------------------------------- | ---- |
| 1918年－1929年 | 莫斯科矿业学院 Московская горная академия                                                    |      |
| 1929年－1930年 | 约·维·斯大林莫斯科矿业学院 Московская горная академия имени И. В. Сталина                    |      |
| 1930年－1962年 | 莫斯科矿业学院 Московский горный институт                                                    |      |
| 1962年－1966年 | 莫斯科无线电电子与采矿机电学院 Московский институт радиоэлектроники и горной электромеханики |      |
| 1966年－1993年 | 莫斯科矿业学院 Московский горный институт                                                    |      |
| 1993年－2012年 | 莫斯科国立矿业大学 Московский государственный горный университет                             |      |

## 教学组织
院系：环境经济系、外语系、地质系、历史和社会学系、体育教学部、哲学与文化研究系、物理系、化学系。
专业：矿山测量、矿物勘探、选矿、矿井建筑、露天开采、爆破开采、开采流程、矿山机械设备、矿山电力供应、机械工艺、环境保护工程、设备程控系统、经济管理、矿山经济及管理、自然利用经济、技术管理及信息、自动化信息管理、自动设计系统、艺术设计工艺。

## 历任校长
| 任期           | 姓名         |
| -------------- | ------------ |
| 1919年－1921年 | 阿尔捷米耶夫 |
| 1922年－1930年 | 古布金       |
| 1930年－1933年 | 兹尔利赫     |
| 1933年－1936年 | 捷尔皮戈列夫 |
| 1946年－1949年 | 托克马科夫   |
| 1948年－1957年 | 孔切夫       |

| 任期           | 姓名       |
| -------------- | ---------- |
| 1957年－1961年 | 苏哈诺夫   |
| 1962年－1987年 | 勒热夫斯基 |
| 1987年－2007年 | 普奇科夫   |
| 2007年－2012年 | 科尔恰克   |
| 2012年－2013年 | 德米克拉特 |
| 2013年－2014年 | 彼得罗夫   |